# Anii 360 î.Hr.
Secole: Secolul al V-lea î.Hr. - Secolul al IV-lea î.Hr. - Secolul al III-lea î.Hr.
Decenii: Anii 410 î.Hr. Anii 400 î.Hr. Anii 390 î.Hr. Anii 380 î.Hr. Anii 370 î.Hr. - Anii 360 î.Hr. - Anii 350 î.Hr. Anii 340 î.Hr. Anii 330 î.Hr. Anii 320 î.Hr. Anii 310 î.Hr.
Anii: 370 î.Hr. | 369 î.Hr. | 368 î.Hr. | 367 î.Hr. | 366 î.Hr. | 365 î.Hr. | 364 î.Hr. | 363 î.Hr. | 362 î.Hr. | 361 î.Hr. | 360 î.Hr.
Evenimente